# レジェンドヒーロー三国伝
『レジェンドヒーロー三国伝』（-さんごくでん、朝鮮語: 레전드 히어로 삼국전）は、2016年にEBSにて3月2日から8月18日まで、毎週水曜・木曜19時 - 19時30分（KST）に全50話が放送された三国志をモチーフとする韓国と中国の合作による特撮テレビドラマである。

## ストーリー
伝統ある武術道場「桃園館」の厨房担当の劉備はある日、神仙の徐庶からチェンジャーと英雄牌を受け取ってドリームバトルに参加する。ドリームバトルとはどんな願いでもかなえてくれるという玉璽をめぐってレジェンドヒーローたちが最後の1人になるまで行われる戦いだ。劉備の前に次々と様々なレジェンドヒーローが現れる。

## 登場人物

### 君主
「君主」とはチェンジャーと英雄牌を使ってレジェンドヒーローに変身する人物。
劉備
演： イ・ラン
本作の主人公。武術道場桃園館の厨房担当。優しい性格で、飛龍拳でみんなを幸せにすることを願っている。当初は戦いで人の夢を壊してしまうというショッキングな真実に心を乱してしまい英雄心が弱まっていたが、後に戦う覚悟を決め、成長していく。また、かなりの体力不足で公孫や孫策と拳法で戦う毎に苦戦を強いられていた。が、それも様々な経験を通じて実力を上げていった。
公孫瓚
演 ： チェ・ベヨン
桃園館の女性武術師範。劉備とは幼なじみ。第5話で司馬懿に趙雲牌とチェンジャーを渡され、盧植に次ぐ師匠になる願いを叶えるためレジェンドヒーローとなり、劉備と一緒に戦い続けるが、第20話で顔良の攻撃で致命傷を負い脱落し、趙雲牌は劉備に託した。
曹操（旧名はテオ）
演 ： キム・サン
元刑事で、殺された先輩の復讐のためドリームバトルに参戦する。
孫策
演 ： イム・スンジュン
武術道場江東館の後継者で猛虎拳の伝承者。天下一の武術家を自称し、レジェンドヒーロー太史慈に変身する。しかし、第30話から心臓の病に苦しみ始め、物語が進んでいくうちにその症状は悪化し、第45話で病で意識を失いドリームバトルを脱落するが、最終回で周瑜が命を託したおかげで病は回復し、復活した。妹の孫尚香に対してはシスコンとも言うべき一面があり、劉備と孫尚香が仲良くしているところを見てはレジェンドヒーローに変身し、劉備に勝負を仕掛けることがしばしばあった。
糜竺
演 ： イ・ヒョンドン
チンピラグループの「糜竺ブラザース」を率いている。これまでに100回以上女性に告白して振られている。自分のハーレムを持つのが夢。第3話で周瑜に張飛牌とチェンジャーを渡されレジェンドヒーロー張飛となるが関羽に倒され、夢を失い張飛牌は劉備に託される形となり、彼も桃園館で暮らす事となる。

### 神仙
「神仙」とは『三国志』の英雄と同名の人物にチェンジャーと英雄牌を与えて君主と為し、この君主を助ける人工生命。
徐庶
演：ハン・ガリム
陽気でにぎやかな性格で好奇心旺盛な女性の神仙。よく事情がわかっていない劉備をドリームバトルに引き入れ、戦いを通じて彼と絆を深めていった。第21話にて神仙魔法を取得し、劉備のサポートに回るようになる。しかし、第25話で童卓が変身したレジェンドヒーロー呂布との戦闘で致命傷を負い、劉備に看取られながら光の粒子となり消滅した。
司馬懿
演 ：チョン・ジュンファ
神仙のリーダー。寡黙かつ謹厳で、なかなか笑わず気立ては優しくないが、神仙たちはそんな彼を信じて従う。第11話にて曹操から強い英雄心を検知したことに驚いた様子を見せており、彼には夏侯惇と夏侯淵の2つの英雄牌を与え、曹操のパートナーとなり力を貸す。しかし、第41話にて彼は張角を影から操る、本作の真の黒幕であったことが判明。司馬懿は張角を殺害後、曹操に力を貸す一方で孫尚香や他の人間をダークヒーローへと変貌させ暗躍する。
そして、彼は曹操に「自分を犠牲にしなければならない」と真っ赤な嘘をつき、張角のアジトから入手していた2個の神仙牌のうちの1個を使用して曹操の体を乗っ取る。それからは大君主司馬炎となり、人間たちを石化させていく。だが、劉備の説得により曹操と司馬懿の融合が解かれる。これに対し司馬懿はレジェンドキングデスローンを使いレジェンドキングエタニティを一度は圧倒するが、最終的には敗北し闇の粒子となって消滅した。
周瑜
演 ：チョン・ダソル
道術に優れ頭の良いさっぱりした性格の女性の神仙。高慢な雰囲気を漂わせ近寄りがたく見えるが、実は情に厚い。孫策のパートナー。最終回で病で意識を失っていた孫策に命を託した。また、諸葛亮のことを「悪魔」と呼んでライバル視しているが、当の本人からは気にも思われずそれどころか「ポンコツ周瑜」などと呼ばれてしまっている。
諸葛亮
演 ：キム・ソンウン
実力が一番高い天才の神仙。ドリームバトルには興味がなく孤高を持しているが徐庶には唯一心を開いている。神仙は飲食の必要がないためコーヒーくらいしか好まなかったが、劉備と孫策の押しもあってウインナー等も好むようになった。

### その他
孫権
演 ：ナム・オヒョン
孫策の弟。勉強もサッカーも得意だが、武術を嫌っている。第47話で病で意識を失っていた孫策に代わってレジェンドヒーロー太史慈となる。
盧植
演 ：パク・ノシク
桃園館の館長。劉備と公孫瓚の師匠であり育ての親。
孫尚香
演 ：レイ
孫策の妹、孫権の姉。武術をビジネスだと考え、孫策に代わって江東館を経営している。第44話で仲間たちを裏切った司馬懿によってダークヒーロー張遼となるが、45話で元に戻る。
貂蝉
王允の息子で、幼稚園児で曹操と仲が良い。父親がレジェンドヒーロー呂布という事情もあって、父親がいない間は呂布牌と日常を共にしていることが多い。

### その他君主
何進
桃園館所属の男性。大会に優勝する願いを叶えるためにレジェンドヒーロー王匡となるが、レジェンドヒーロー関羽との戦闘に敗北し、ドリームバトルを脱落する。
李傕
郭汜と共にバンドをしている。ドラム担当。レジェンドヒーロー楊奉に変身し、郭汜と共に劉備たちのライバルとして戦い続けたが、最終回で司馬炎の攻撃で郭汜と共にドリームバトルを脱落する。
郭汜
李傕と共にバンドをしている。ギター担当。こちらはレジェンドヒーロー樊稠に変身する。李カクと共に劉備たちのライバルとして戦い続けたが、こちらも司馬炎の攻撃で脱落する。
董卓
熊のお面を被った人たちで構成する強盗グループのリーダー。レジェンドヒーロー華雄に変身する。第12話にて王允を殺害したことが曹操の憎悪を買い、決闘の末に曹操に敗北して川に落ちかけるところを夏侯淵の銃撃によりチェンジャーを破壊され川に水落し脱落するが、その後に張角に救出されてレジェンドヒーロー呂布となるが、またしても曹操に敗北してフェニックスエッジのガンモードの銃撃を何発も受けてチェンジャーを破壊され、またしても脱落する。
王允
レジェンドヒーロー呂布である貂蝉の父親。曹操の先輩。一応劉備たちに敵対心は無いレジェンドヒーローだったが、童卓に殺害されて曹操に看取られながら死亡する。
陶謙
常に地味な仕事をしているメガネを掛けた青年。レジェンドヒーロー張ガイに変身する。劉備たちには敵対心は無く純粋なレジェンドヒーローだったが、レジェンドヒーロー于吉の針に刺されて性格が凶暴化してしまい、夏侯惇に倒されてドリームバトルを脱落する。さらに第39話にて劉備達がダークスティクとの戦闘中に再登場した。
張魯
催眠術師のサングラスを掛けたお爺さん。レジェンドヒーロー于吉に変身する。変身して大勢の人間の性格を凶暴化させていたが、関羽と夏侯惇に敗北してドリームバトルを脱落する。
袁紹
劉備たちも気に気に入っている人気アイドル。アイドルとしてのネームは「LINA」。レジェンドヒーロー顔良となるが、自らが取った行動が自滅行為によりおでこ右にライブ会場のライトが当たってしまい、深い傷を負い脱落するがその後第30話にて復活し、レジェンドヒーロー文醜となるが、ファイナルバトル戦に敗北しさらに孫策の説得の末にチェンジャーを破壊され再び脱落する。ちなみに第30話でギターが弾けるようになったことが判明した。
劉崎(りゅうざき)
レジェンドヒーロー黄忠に変身する青年。当初は劉備や徐庶を襲撃したりするなどしていたが、後に和解して董卓を倒すが、父親と共に董卓の襲撃に逢いチェンジャーが破壊され、ドリームバトルを脱落し黄忠牌は劉備に託した。
劉璋
レジェンドヒーロー馬超に変身する青年ボクサーで劉備の実の兄。馬超に変身してボクシングの大会に優勝した選手を襲うが、大会を観戦していた孫策に阻止される。そのせいで劉備とも対立してしまうが後に和解する。しかし、戦闘で変身解除した彼は自ら電気壁でチェンジャーを破壊し、脱落して馬超牌を劉備に託した。
韓服
「糜竺ブラザーズ」のメンバーの一人。レジェンドヒーロー潘鳳に変身する。貂蝉が通っている幼稚園の先生の恋人になるためにドリームバトルに参加するが、劉備たちに敗北して脱落する。
袁術
カメラマンの男性。第35話の冒頭では、一般人男性たちにいじめられたところをレジェンドヒーロー紀霊に変身して襲い掛かろうとした。さらに劉備たちの姿に化けて疑惑を生ませていだが、ついに李カクや郭シを含む劉備たちのチェンジャーを全て破壊しドリームバトルを優勝したと思いきやそれは擬似であり本当は優勝していなかった。36話のファイナルバトルに敗北した後、自ら夢の世界に残り永遠にそこに存在し続けるのだった。

## 英雄牌
英雄牌は君主がレジェンドヒーローに変身する際に使用されるアイテム。君主には敬語で話す。人格があり、通常は小さな人型ロボットのような姿をしており、君主によってチェンジャーに挿入される際には六角形に変形する。また、体調や能力は君主の英雄心に左右される。君主のチェンジャーが破壊されたりなどすると灰となり消滅してしまう。
関羽
声 ：キム・ギフン
劉備の英雄牌で劉備が最初に会った英雄牌
張飛
声 ：ソ・ジョンファン
糜竺→劉備の英雄牌で、性格は男強く、いたずらっ子な一面がある。
趙雲
声 ：シン・ヨンオ
公孫→劉備の英雄牌。「スロースロー」や「オーマイガー」などの英語を多用するギザな性格。君主の公孫にはとても深く信頼しており、脱落した時は公孫の小指の上で泣いていた。
黄忠
声 ：ヒョン・ギョンス
馬超
声 ：ホン・ボムギ
劉璋→劉備の英雄牌。普通に喋ることはできるものの、語源数が少なく会話では唸り声を使うところもある。一人称は「馬超」。
太史慈
声 ：キム・ミョンジュン
黄蓋
声 ：キム・ギフン
甘寧
声 ：ヒョン・ギョンス
夏侯惇
声 ：キム・ヨンチャン
夏侯淵
声 ：ホン・ボムギ

### 神仙牌
人間と神仙を融合させるための、五角形の特殊な英雄牌。張角のアジトに2個存在していた。張角の死後、司馬懿が入手した後にそのうち1つを彼が曹操の体を乗っ取るのに使用され、もう1つは司馬懿が曹操の体を乗っ取った状態である司馬炎が腰のホルダーに携行していたものを諸葛亮が奪取、大君主司馬炎の力で体が石化し生死の境を彷徨う劉備を生かすために諸葛亮が使用し、彼の一部となるために使用された。

## レジェンドヒーローと悪の戦力

### レジェンドヒーロー
レジェンドヒーローとは君主がチェンジャーと英雄牌を使って変身する戦士。モチーフは三国志の英雄と生物で、共通して胸部には名前の頭文字となる漢字が彫られている。また、男性戦士と女性戦士ではスーツの仕様が異なり、男性戦士には太い腹周りアーマーがついているが、女性戦士は薄い腹周りアーマーついている上に、ベルトの中央部が垂れ下がっている。
なお、レジェンドヒーローは変身者の英雄心を糧とすることで力を発揮するため、精神が安定していないと英雄心が弱まってしまい、力を引き出せず技を繰り出せなくなったりなどがおこる。また、2つ以上の英雄牌を扱うにはより強い英雄心を必要とし、でなければ敗北せずとも英雄牌が石化・消滅してしまう。劉備も当初英雄心不足で関羽と張飛が石化寸前まで追いやられたが、彼が自身の夢を叶える意思を改めて固めたことで、最終的には五虎大将軍の5つの英雄牌を使いこなすことに成功している。
レジェンドチェンジャー
君主がレジェンドヒーローに変身するためのアイテム。金色のモールドは龍の顔を模しており、右手甲に装着される。変身には英雄牌を装填し「君巨一体！」の掛け声と共に両端のスイッチを押すことで、エネルギーが装着者を包み変身が完了する。
劉備、曹操、孫策のように英雄牌を2つ以上持っている場合は形態を変える際はチェンジャーに挿入されている英雄牌を抜いて「フォームチェンジ！」の掛け声と共に英雄牌を交換する。
本編での変身バンクは、関羽、張飛(劉備)(フォームチェンジ)、趙雲(公孫)、華雄、太史慈、黄蓋(フォームチェンジ)の6種類であるかつ、使われたのは中盤までである。
その他の機能として、右側のボタンを押してレジェンドマシンの召喚、英雄牌との会話も可能(武器挿入時も同様)。
チェンジャーを破壊されると、ドリームバトルを脱落してしまう。
マジックバックル
レジェンドヒーロー共通で装着されているベルト。英雄牌を複数所持しているとホルダーも追加され、所持数が多いほどホルダーも増える。
レジェンドヒーロー関羽
第1話から登場。関羽牌を使用し変身する、劉備の基本形態。イメージカラーは緑で、モチーフは関羽と龍。変身音は「レジェンドヒーロー関羽！出戦！」。初期状態では顔下は縦髭になっている上、下半身にはスカーフが付いているが、自動で髭が横に展開されスカーフも取れる。
ドラゴンブレード
関羽が使用する専用武器。グリップ付近にあるスロットに関羽牌を装填することで、「目覚めよ、ドラゴンブレード！」と言う音声が鳴り、起動する。基本は剣形態のブレードモードだが、ブレードパーツとグリップを下げることで銃形態のガンモードに変形できる。
関羽青龍斬
龍のエネルギー体で対象を斬り裂く。
関羽火炎青龍斬
龍のエネルギー体に徐庶の発動させた神仙魔法・火炎により火属性を付加し、斬り裂く。
関羽青龍弾
ガンモードの必殺技。龍を模したエネルギー弾を発射する。
分裂青龍弾
諸葛亮の変化したマジックブレスのテーブルを操作して神仙魔法・分裂を発動させ、ガンモードのドラゴンブレードをかざすことで発動。自身を5人に分裂させ、エネルギー弾を連射する。
レジェンドヒーロー張飛
第3話から登場。張飛牌を使用し変身するレジェンドヒーロー。当初は麋竺が変身していたが、脱落後は劉備のパワー形態として扱われている。変身音は「レジェンドヒーロー張飛！行くぜ！」。イメージカラーはオレンジで、モチーフは張飛と玄武。
タートルバックラー
張飛の専用武器。右腕に装備する盾形態のシールドモードと、斧形態アックスモードがある。
張飛玄武波
シールドモードの必殺技。オレンジ色のパーツを四方向に展開し、中央から強烈な熱線を放つ。
張飛玄武断
アックスモードの必殺技。玄武のエネルギー体で対象を叩き斬る。
レジェンドヒーロー趙雲
第5話から登場。変身音は「レジェンドヒーロー趙雲！Let`s go！」趙雲牌を使用し変身するレジェンドヒーロー。最初は公孫瓚が変身し、しばらく劉備と共に戦っていたが、脱落後は劉備のスピード形態として使用されるようになり、以降も劉備の変身形態の中で最も優遇されている。イメージカラーは水色で、モチーフは趙雲と一角獣。
ユニコーンスピア
趙雲の専用武器。召喚時はバトルモードだが、自動的に両側先端部が延長してスピアモードになる。
趙雲疾風打
ユニコーンスピアによる高速の刺突攻撃を連続で繰り出す。また、第6話では趙雲白馬撃のように一角獣のエネルギー体を飛ばすパターンも披露した。
疾風嵐打
ユニコーンスピアで接近しながら高速で連続攻撃を繰り出す。
奇襲白馬撃
ユニコーンスピアで土の竜巻を相手にぶつけ、その隙に高速で連続攻撃を叩き込む。
趙雲白馬撃
一角獣のエネルギー体を出現させ、対象に高速で連続攻撃を繰り出す。またはエネルギー体を飛ばす。劇中ではほとんど後者のパターンで放っている。
超雲火炎白馬撃
超雲白馬撃の一角獣のエネルギー体に徐庶の神仙魔法・火炎を付与した強化技。
レジェンドヒーロー黄忠
黄忠牌を使用し変身するレジェンドヒーロー。変身音声は「レジェンドヒーロー黄忠！登場！」。イメージカラーは紫で、モチーフは黄忠とフクロウ。当初は劉﨑が変身し、脱落後は劉備の射撃形態として使用される。また、頭部にはオウルゴーグルと呼ばれるバイザーが装備されており、ナビゲーション機能で隠れているレジェンドヒーローや敵の弱点を検出することができる。
オウルボウガン
黄忠が使用する専用武器。フクロウを模したスコープが装備されているのが特徴で、接近戦と白兵戦にも対応できるマシンガンモードと、遠距離銃形態のスナイピングモードがある。また、黄忠猛禽射発動時は銃口の羽が展開しボウガンモードにもなる。
黄忠猛禽射
スナイピングモードの必殺技。銃口の羽を展開しボウガンモードに変形後、フクロウを模したエネルギー弾を発射する。また、発動時は頭部のオウルゴーグルが下ろされると同時に
黄忠白連射
マシンガンモードの必殺技。強化されたエネルギー弾を連射する。劇中未使用。
レジェンドヒーロー馬超
第26話から登場。馬超牌を使用することで変身するレジェンドヒーロー。変身音は「レジェンドヒーロー馬超！グオオオオ！」。当初は劉璋が変身し、脱落後は弟である劉備の格闘形態として使用される。イメージカラーは黄色で、モチーフは馬超とライオン。レジェンドヒーローの中でも強い英雄心を持つが、その分変身者である君主にもそれ相応の英雄心がなければ制御が困難。
ライオンナックル
馬超の専用武器。グローブ型での武器で、必殺技時は4つのタテガミが展開し回転する。また、ライオンの口を展開することでエネルギー弾を発射できる。
馬超獅子吼
地上から大ジャンプし、ライオンナックルからライオンのエネルギー体を飛ばす。
激怒獅子吼
マジックブレスで神仙魔法・激怒を発動させてライオンナックルをかざし、攻撃力を強化した状態で対象にラッシュをお見舞いする。
レジェンドヒーロー夏侯惇
第12話から登場。夏侯惇牌を使用し変身するレジェンドヒーローで、曹操の基本形態。また、フェニックスエッジをソードモードに変形させてもこの姿になる。変身音は「レジェンドヒーロー夏侯惇！進撃！」。夏侯惇が隻眼であることを意識して左目がやや塞がれているのが特徴。イメージカラーは夏侯淵共々赤で、モチーフは夏侯惇と鳳凰。
フェニックスエッジ
夏侯惇及び夏侯淵が使用する専用武器。スロットは左右に2つ設けられていて、夏侯惇牌と夏侯淵牌を装填する。ガンブレードとトンファーの2パーツで構成されていて、納刀・抜刀＆グリップの変形によってガンブレードとトンファーに分かれた、夏侯惇の使用するブレードモードと夏侯淵の使う銃形態のガンモードに変形可能。また、変形させると同時に各自対応した形態にフォームチェンジする。また、ガンモード時の弾数には限りがあるようで、第16話でのレジェンドヒーロー于吉との戦闘では弾切れを起こした瞬間に夏侯惇にフォームチェンジする描写が見られた。
夏侯鳳凰斬
剣をホルスターに納刀してエネルギーチャージをした後、居合斬りの如く再び抜刀し鳳凰のエネルギー体で対象を切り裂く。
レジェンドヒーロー夏侯淵
夏侯惇同様第12話から登場。夏侯淵牌を使用し変身するレジェンドヒーロー。フェニックスエッジをガンモードに変形させてもこの姿になる。変身音は「レジェンドヒーロー夏侯淵！出発！」。モチーフは夏侯淵と鳳凰。
夏侯鳳凰弾
レバーを3回ポンプアクションすることでエネルギーチャージをし、鳳凰を模したエネルギー弾を発射する。
レジェンドヒーロー太史慈
第17話から登場。太史慈牌を使用し変身した姿。変身者は孫策→孫権で、バトルトロイカをタイガードリルに変形させてもこの姿になる。変身音声は「レジェンドヒーロー太史慈！熱いぜ！」。モチーフは太史慈と白虎。
バトルトロイカ
太史慈・甘寧・黄蓋が共通して使用するガントレッド型専用武器。3モード変形が可能で、レバーを引いてターンテーブルを回転させることで、太史慈の使用するドリル形態「タイガードリル」、甘寧の使うチェーンソー形態「シャークソー」、黄蓋の使うガトリング銃形態「クロッカーガトリング」に変形できる。また、スロットに英雄牌が全て装填されていれば、変形と同時に対応した形態にフォームチェンジする。
バトルトロイカ・タイガードリル
太史慈が使用するバトルトロイカのドリル形態。
猛虎竜巻拳
ドリルで相手を上空に投げた後、強烈なアッパーをお見舞いする。
太史慈猛虎撃
メイン必殺技。虎のエネルギー体とともに突進攻撃を繰り出す。
レジェンドヒーロー黄蓋
第18話から登場。黄蓋牌を使用し変身した姿。変身者は孫策→孫権で、バトルトロイカをクロッカーガトリングに変形させてもこの姿になる。イメージカラーは黄緑で、モチーフは黄蓋とワニ。変身音は「レジェンドヒーロー黄蓋！冷静に！」。
バトルトロイカ・クロッカーガトリング
黄蓋が使用するバトルトロイカのガトリング銃形態。他のヒーローの間接武器と比べ連射性が高く、複数の敵を一掃するのに便利。
黄蓋鰐魚弾
無数の緑色のエネルギー弾を連射し、そこからワニを模したエネルギー弾を発射する。
レジェンドヒーロー甘寧
黄蓋同様第18話から登場。甘寧牌を使用し変身した姿。変身者は孫策→孫権で、バトルトロイカをシャークソーに変形させてもこの姿になる。変身音は「レジェンドヒーロー甘寧！クールに！」。モチーフは甘寧とホホジロザメ。
バトルトロイカ・シャークソー
甘寧が使用するバトルトロイカのチェーンソー形態。 甘寧鮫一閃
劇中未使用のメイン必殺技。
レジェンドヒーロー王匡
第1、2話に登場。王匡牌を使用して変身し、変身者は何進。変身音は「レジェンドヒーロー王匡！ウアアア！」。イメージカラーは茶色で、モチーフは王匡と牛。
オックスプレイル
王匡が使用する専用のメイス型武器。棍棒型の形態と、鎖のついた形態の2モード変形が可能。
レジェンドヒーロー華佗
第6話から登場。華佗牌を使用して変身し、変身音は「レジェンドヒーロー華佗！健康が最高だニャン！」と思われる。チェンジャーは赤い布で覆われている。第42話で正体が盧植だったことが判明し、チェンジャーと華佗牌の姿が露わになった。モチーフは華佗と猫。
キティーニードル
華陀が使用する専用の針。これを相手に命中させ、指鳴らしなどのアクションを起こすことで爆発させることができる。
キティーショッカー
華佗の専用武器の一つで、こちらはナックル型。表面をこすることで電気エネルギーが溜まり、その状態で相手を打撃することで感電させることができる。
レジェンドヒーロー楊奉＆樊稠
それぞれ楊奉牌・樊稠牌を使用して変身した姿。変身者は楊奉が李傕、樊稠が郭汜。変身音は「レジェンドヒーロー楊奉（樊稠）！YEAH！」。モチーフはそれぞれ楊奉とウマバエ、樊稠と蚊。
フライドラム
楊奉の使用するポータブルドラム型の武器。棒のフライスティックと、ドラム本体のフライタムタムの2パーツで構成されている。主な攻撃手段はフライスティックによる打撃と、フライタムタムを叩いて放つ衝撃波。
モスギターストリーム
樊稠の使用するエレキギター型の武器。攻撃手段はギターを弾くことによる衝撃波と、本体を用いた打撃。
ダブルピース
メイン必殺技その1。お互いの手を取り合い、相手に突撃することでパンチを繰り出す。しかし攻撃があまりにも直線的かつ遅いので、劉備たちが一度目の勝利を遂げてからは簡単に避けられることが多くなった。
ダブルハンマー
メイン必殺技その2。樊稠が楊奉の頭に火をつけ、2人で突撃し頭突きを繰り出す。しかし、こちらもダブルピース同様避けられることが多い。
ダブルソニックブーム
メイン必殺技その3。お互い向き合い武器で演奏することで無数のウマバエと蚊のエネルギー体が集まったエネルギーボールを形成し、相手に放つ。
レジェンドヒーロー華雄
童卓が華雄牌を使用して変身した姿。変身音は「レジェンドヒーロー華雄！湧け、ヒグマパワー！」で、唯一変身バンクのある悪役レジェンドヒーローでもある。モチーフは華雄とヒグマ。
ベアマシンガン
華雄が使用するトンプソンサブマシンガン型の専用武器。凄まじい連射性を持つが、実際のマシンガン同様弾数が限られており、弾が切れた際はマガジンを交換しなければならず、リロードに時間がかかるのが欠点。後に張角によって強化され、他の者の英雄心を吸収する能力が追加された。
華雄大熊爪
手から爪のエネルギーの斬撃を飛ばす。
レジェンドヒーロー呂布
呂布牌を使用して変身した姿で、変身者は王允→董卓。当初が王允が変身していたが、脱落後は彼を殺害した董卓が張角にチェンジャーを改造される形で無理矢理変身を可能としている。呂布はレジェンドヒーローの中で最強の英雄心を持っており、戦闘力もほぼ全てのレジェンドヒーローを圧倒し、華雄のベアマシンガンによる英雄心吸収すらも受け付けない。また、全身のあちこちには「ナイトメアマッスル」と呼ばれるパイプ状の増幅エンジンが装備されており、君主の英雄心を極限まで増幅させ戦闘力を爆発的に引き上げることができる。モチーフは呂布とエンジン+赤兎馬。
ナイトメアハルバード
呂布が使用する、ハルバードとバイクを組み合わせたような形をした専用武器。刃を真っ直ぐに立てたハルバードモードと、刃を鎌の如く前に傾けた状態のシックルモードの2形態で使用可能。また、バイクのスロットルを模したレバーを回すことで刃が高熱を発し、威力を高めることができる。
呂布魔王斬
ナイトメアハルバードのスロットルを回して威力を強化し、相手に振りかぶる。
魔王絶波
ナイトメアハルバードの刃を地面に突き立てることで電撃を放つ必殺技で、こちらは董卓が使用している。
レジェンドヒーロー張闓
陶謙が張闓牌を使用して変身した姿。変身音は「レジェンドヒーロー張闓！夜の祭りだ！」。両腕にバットウイングと呼ばれる翼が装備されているのが特徴で、これによりグライドが可能。モチーフは張闓とコウモリ。コウモリらしく張闓が夜行性であるため、昼間では力を出し切れず最弱のレジェンドヒーローだが、夜中ではレジェンドヒーロー夏侯惇と対等に戦えるほどの戦闘能力を発揮する。
バットブーメラン
張闓が使用するブーメラン型の専用武器。二対一組の武器で、自動追尾機能により投げれば使用者の手元に戻るようになっている。また、近接武器として振り回し短剣のように扱うことも可能。
バットブーメラン・ダブルキャスト
両方のバットブーメランを対象に投げつけ、遠隔攻撃を繰り出す。
張闓暗黒翔
無数の紫色のコウモリのエネルギー体を飛ばす。昼間ではレジェンドヒーローを吹き飛ばす程度だが、夜中で放つと強制変身解除まで追い込むほどの高い威力を発揮する。
レジェンドヒーロー于吉
張魯が于吉牌を使用して変身した姿。変身音は「レジェンドヒーロー于吉！ご案内いたします…！」。変身者である張魯が盲目のためバイザーが特殊な形状をしているのが特徴。戦闘能力は高く、目が見えないにもかかわらず周囲の音と気配で相手の動きを察知し、攻撃を叩き込む戦法を得意とする。
ピーコックファン
于吉の使用する扇型の専用武器。先端から矢羽・ピーコックフェザーを飛ばして攻撃でき、着弾させてから爆発させることも可能。また、ピーコックフェザーは人間の体内に埋め込むこともでき、これにより対象となる人間の負の感情を増幅させ、マインドコントロールすることができる。
于吉孔雀毒風
ピーコックファンを回転させることで竜巻を起こし、そこから無数のピーコックフェザーを飛ばす。
レジェンドヒーロー顔良
袁紹が変身するレジェンドヒーロー。モチーフは顔良とアゲハチョウ。変身音は「レジェンドヒーロー顔良！フフッ、反しないように」。全体的にスペックが低いため、専用武器であるバタフライリングブレードを用いた奇襲攻撃を主力とする。
バタフライリングブレード
顔良の使用するチャクラム型専用武器。張闓のバットブーメラン同様二対一組で構成されており、ブーメラン機能・自動追尾機能を持つ。あちらと比べると移動速度は遅いものの、軌道が多様かつ鋭いため防御が非常に難しい。
顔良胡蝶線画輪
バタフライリングブレードから蝶のエネルギー体を形成し、相手に投擲する。
レジェンドヒーロー文醜
顔良牌を張角が魔改造して作った文醜牌を使用して袁紹が変身した姿。モチーフは文醜と雀蛾。変身音は「レジェンドヒーロー文醜！私はまだ美しく！」。張角の手で作られた改造レジェンドヒーローのためレジェンドマシンを召喚できず、暗黒エネルギーが活性化することで巨大化する。また、後に登場する黒君主のプロトタイプでもある。
モスウィップ
文醜が使用する鞭型の専用武器。相手への打撃はもちろんのこと、相手を巻き付けて対象の英雄心を吸収する能力を持つ。
レジェンドヒーロー潘鳳
韓服が潘鳳碑を使用して変身した姿。変身音は「レジェンドヒーロー潘鳳！懐かしい匂い」。頭部はガスマスクになっているため、自身が放ったガスの銃弾が跳ねかえされてもガスの効果を受けない。しかし、3回目の戦闘で夏侯惇に管を切られてしまっている。劇中ではコミカルな描写が多かったが、後述の理由により非常に危険なレジェンドヒーローだったりする。モチーフは潘鳳とスカンク+ガスマスク。
スカンクボンバー
潘鳳の使用するM79型の専用武器。弾を装填することで様々な攻撃を放つことができるが、劇中で潘鳳が放ったのはおなら弾や唐辛子弾など変なのものばかり。しかし、後に自分の想像した弾丸を作り上げ発射できることがレジェンドヒーロー三国伝完全大百科にて明らかとなった。変身者の韓服がコミカルな人物だからよかったものの、董卓のような危険人物が潘鳳に変身していたら大変なことになっていた可能性もある。
スカンクポイズン（潘鳳毒流布｝
潘鳳碑を装填した状態で弾を装填し、対象に発射し攻撃する。。
レジェンドヒーロー紀霊
袁術が紀霊碑を使用して変身した姿。モチーフは紀霊とカメレオン。体のあちこちには「カメレオンアイ」と呼ばれるカメラ型装置が装備されており、対象を撮影することで撮影した人物の姿に化けたり、フラッシュで相手を攪乱することができる。なお、この能力は張角の改造により付与されたもの。変身音は「レジェンドヒーロー紀霊！本物のような偽物！」。
カメレオントライデント
紀霊が使用する三叉槍型の専用武器。英雄牌スロットは刃先手前にある。
カメレオン三色波
神仙魔法によくにた炎・氷・雷のパワーを先端に集め、そこから光線を放つ。なお、3つに分散させることも可能。
レジェンドヒーロー王朗
厳虎がチェンジャーに王朗碑を装填して変身するレジェンドヒーロー。モチーフは犀。装甲硬度が非常に高く、どんな攻撃を受け付けない。
ライノガトリング
王朗のガトリング型武器。
王朗犀突撃
頑丈な肩アーマーで、相手に突進攻撃を繰り出す。

### 神仙魔法
君主と君臣契約を結んだ神仙が使用できる支援魔法。発動時は「○○を、△△のように！」と言った具合で2つの要素を掛け合わせることで全25種類もの魔法を発動できる。基本的にはレジェンドヒーローのサポートに使用されるが、相手を直接攻撃することも可能。また、巨大戦時にレジェンドキングのAIを引き受けている際にも使用できる。
| を／に | 炎のように | 波のように | 大地のように | 雷のように | 風のように |
| 攻撃を | 火攻       | 乱射       | 奇襲         | 雷撃       | 突風       |
| 防御を | 炎滅       | 氷壁       | 築城         | 金剛       | 還流       |
| 移動を | 突撃       | 回避       | 退去         | 快速       | 緊急       |
| 治めを | 離間       | 治癒       | 連環         | 落雷       | 竜巻       |
| 変化を | 激怒       | 回復       | 挟撃         | 分裂       | 潜伏       |

### ダークヒーロー
司馬懿や張角によって人間が変身させられたレジェンドヒーローと対する存在。こちらも巨大化能力を持つ。さらに、武器にも英雄牌スロットはない。さらに呂布を除く三人のダークヒーローの英雄牌は六角形ではなく、五角形になっている。
ダークヒーロー呂布
ぽっちゃり体型の一般人が張角によって変身させられた姿。デザインはレジェンドヒーロー呂布と比べて凶暴になっている。武器はレジェンドヒーロー呂布と同じくホースデスサイスを使用する。ちなみにこちらは張角が操作することで動く。
魔王絶波
ホースデスサイスを地面に刺し、紫色の雷のエネルギーで攻撃する。
ダークヒーロー徐晃
一般人の青年が変身するダークヒーロー。
イーグルアックス
徐晃の専用武器。
徐晃&許チョ合体技
スリープススパイダー
コブラと鷲のエネルギーを出現させ攻撃する技だが第43話では逃走に使用された。
ダークヒーロー張遼
孫尚香が変身するダークヒーロー。
ゴートドラゴンブレード
張遼の専用武器。関羽のドラゴンブレードと類似した武器。（ガンモードに変形出来るかは不明。）
張遼飛龍斬
赤いドラゴンのエネルギーを出現させ切り裂く。
ダークヒーロー許褚
ぽっちゃり体型の男が変身するダークヒーロー。
コブラハンマー
許チョの専用武器。
大君主司馬炎
曹操（司馬懿合体）が変身した姿。専用の剣で相手を石化させることができる。さらに、初代ドリームバトルを壊滅させた張本人でもある。
大君主暗黒斬
剣を地面に突き刺し、暗黒龍を出現させ攻撃する（しかもその威力はインペリアルの覇王黄龍斬を凌ぐほど。）

### その他
レジェンドヒーローインペリアル
劉備が黄金牌をチェンジャーにセットまたはバックルの中央部に所持している英雄牌をセットして黄金牌にしてセットして変身した姿。しかし、黄金龍の意志が強すぎるため、意識を乗っ取られ、暴走することもある。
インペリアルソード
インペリアルの専用大剣武器。中央部には5つもの英雄牌スロットがあり、今まで使った英雄牌をセットでき、さらにそのしたには、黄金牌用の英雄牌スロットもある。
覇王青龍斬
横から見て5つの英雄牌スロット中央部に関羽牌をセットし、緑色のドラゴンのエネルギーを出現させ、切り裂く。
覇王玄武断
横から見て、5つの英雄牌スロット左上に張飛牌をセットし、オレンジ色の亀のエネルギーを出現させ、切り裂く。
覇王白馬撃
横から見て、5つの英雄牌スロット左下に趙雲牌をセットし、青いユニコーンのエネルギーを出現させ、切り裂く。
覇王猛禽射
横から見て、5つの英雄牌スロット右下に黄忠牌をセットし、弓矢を発射する要領で紫色のフクロウのエネルギーを出現させ、拡散したエネルギー弾を発射する。
覇王獅子吼
本編未使用。横から見て、5つの英雄牌スロット右上に馬超牌をセットし発動する。
覇王黄龍斬
5つの英雄牌スロットに5つ全ての英雄牌が挿入された状態でグリップ上に黄金牌をセットし、さらに5つの英雄牌スロット付近のパーツが展開し、フィニッシュモードになり黄金龍を出現させ、切り裂く。
レジェンドヒーローカイザー
曹操が変身するレジェンドヒーロー。武器は夏侯惇、夏侯淵同様フェニックスエッジを使用する。
帝王鳳凰斬
暗黒の不死鳥のエネルギーを出現させ、切り裂く。
帝王鳳凰弾
暗黒の不死鳥のエネルギー弾を発射する。（本編未使用）

### 悪の戦力
ダークペンダント
張角や司馬懿が所有している常に不気味な色で発光している立体形状の物体で、様々な能力を持っている。さらに人間に入れて人格を変えることができる。
攻撃を加えたり、神仙が手をかざすことで消滅させることができる。
ファンタスティックボム
張角が袁術に渡した爆弾型アイテム。劇中では夢の世界と現実の世界の行き来のために使用された。
ダークスティク
ダークヒーロー同様。張角によって変身させられたダークヒーローと擬似存在。デザインはメイン10人と楊奉、樊稠、顔良、呂布を除く7人のレジェンドヒーローのデザインがベースで姿は従来とほぼ変わらないが違いは胸部中央に書いてあるレジェンドヒーローの語尾の名前の頭文字の漢字が書かれていないのが大きな違いである。ちなみに闇の力が最大限まで活性化すると巨大化するが巨大化したのは王匡のみである。さらにダークスティクは狂い声しか出さない。
ダークスティク王匡
レジェンドヒーロー王匡がベースのダークスティク。
ダークスティク華雄
レジェンドヒーロー華雄がベースのダークスティク。
ダークスティク張闓
レジェンドヒーロー張闓がベースのダークスティク。
ダークスティク于吉
レジェンドヒーロー于吉がベースのダークスティク。
ダークスティク潘鳳
レジェンドヒーロー潘鳳がベースのダークスティク。
ダークスティク紀霊
レジェンドヒーロー紀霊がベースのダークスティク。

### 神仙の戦力
マジックブレス
諸葛亮が扇子型アイテムで変化した姿。装着者がテーブルを操作することで神仙魔法が使用でき、アイテムの状態でも会話が可能（フィンダー、チェッカーも同様。）
マジックフィンダー
司馬懿が変化した姿。こちらは腰のインペリアルバックルのベルトに装着される。能力は上記と同様。
マジックチェッカー
周瑜が変化した姿。こちらもバックルのベルトに装着される。能力は上記と同様。

### 巨大戦力
ファイナルバトル
レジェンドヒーロー全員が所有する能力。発動すると巨大なバリアが展開され、空間内の時間が止まる。レジェンドキングは戦闘終了までこの空間内から出ることはできず、戦闘終了後は破壊された建物等は一瞬にして修復する。
レジェンドマシン
レジェンドチェンジャーの装着者から見て左側の赤いボタンを押して「召喚!レジェンドマシン!」の音声と共にロボのコアとなるマシンと共に六角形のワープホールから召喚される。小さいマシンには英雄牌スロットがあり、「伝説の力、目覚めよ!」の発声と共に投げて挿填することで、その英雄牌の意識で移動できるように
なる。
レジェンドギアトレーラー
劉備専用のマシン。レジェンドキングのコアのマシンのひとつ。回転しながらの体当たりは強力。
ドラコンキャノン
関羽のマシン。イメージカラーは緑色。ボディ上部に砲身があり、「ドラコンキャノン!突撃!」の発声と共にキャノン砲を発射できる。レジェンドギアトレーラーと合体することでレジェンドキングドラコンなどになる。後部には武器「ドラコンカリバー」が二本装備されているが、マシンの状態では使用しない。さらに、デュアルやトリニティで腕になった時でも射撃攻撃が可能。また、打撃攻撃「ドラコンパンチ」を放てる。
タートルショベル
張飛のマシン。イメージカラーはオレンジ。モチーフはショベルカー。得意技は後部に収納されている武器「タートルアックス」をショベルでくわえ高速回転しながら切りつける「タートルスピンアタック」。また、腕になった時は「タートルスマッシュ」も放てる。
ユニコーンレーサー
趙雲のマシン。イメージカラーは水色。ボディ下部に「ユニコーンシザース」が装備されている。得意技はシザースの刃を閉じ、高速回転しながら切りつける「ユニコーンレーサー・スピンアタック」。腕になった時は「ユニコーンレーサー・スーピドパンチ」が放てる。
オウルレーザー
黄忠のマシン。イメージカラーは紫。上部のアンテナから赤いレーザー光線を発射する。
ライオンランチャー
馬超のマシン。イメージカラーは黄色。上部から「ライオンミサイル」を放つ。
マジックウイング
諸葛亮が所有するマシン。イメージカラーは薄い緑色。先端からレーザーを発射できる。
レジェンドギアエアロ
曹操が所有するマシン。レジェンドキングフェニックスのコアになる。
フェニックスチョッパー
夏侯惇のマシン。イメージカラーは赤。マジックウイング同様先端からレーザーを発射できる。
フェニックスジェット
夏侯淵のマシン。イメージカラーはチョッパー同様赤。上述2台同様レーザーを発射できる。
レジェンドギアクルーザー
孫策→孫権のマシン。前部にあるクローで攻撃する。トレーラー同様体当たりも強力。
タイガータンク
太史慈のマシン。イメージカラーは青。前部から「タイガードリル」を展開して攻撃する。
シャークダイバー
甘寧のマシン。イメージカラーはレーザーより薄い紫。能力不明。
クロックホバー
黄蓋のマシン。イメージカラーは黄緑。能力不明。
レジェンドギアタンク
レジェンドキングのコアになるマシンのひとつ。主砲の一発だけでも強力。
レジェンドギアトレイン
レジェンドキングのコアになるマシンのひとつ。
レジェンドギアジャイロ
レジェンドキングのコアになるマシンのひとつ。
オックスブルドーザー
メイン10人以外で唯一名前が判明している王匡のマシン。体当たり攻撃が得意。
レジェンドキング
大型のマシンと小型のマシンが合体した姿。「機甲一体!レジェンドコンバイン!」の発声と共に合体を開始する。合体時に英雄牌が「○○(名乗り)!レジェンドキング△△(ロボの語尾名)!」の音声と共に合体が完了する。それぞれ個別の武器を使用して戦う。
レジェンドキングドラコン
トレーラーとキャノンが合体した姿。武器はキャノンの後部に搭載されている双剣「ドラコンカリバー」。首回りには「ドラコンミサイル」があり、「ドラコンビーム」を放てる。必殺技は二本のドラコンカリバーを連結した「ドラコンカリバー・フィニッシュモード」にし、龍のエネルギーをと共に切り裂く「ドラコンスラッシュ」。
レジェンドキングタートル
トレーラーorトレインとショベルが合体した姿。武器は胸部に収納されている斧「タートルアックス」。強力なパワーを生かした攻撃が得意だが、トレインでは縻竺と張飛の英雄心が共鳴できていなかったため、あまり使いこなせてなかった。また、防御力は高いが、動きは鈍い。必殺技は玄武のエネルギーで相手を叩き斬る「タートルチョップ」。(トレインでは未使用だがトレーラーでは使用している。)。
レジェンドキングユニコーン
タンクとレーサーが合体した姿。武器は胸部内側に収納されている槍「ユニコーンシザース」。もちろん鋏ではない。タートルとは正反対に趙雲のスピードを生かした攻撃が得意で、攻撃、カウンター共に隙は無いが、防御力は低い。必殺技は一角獣のエネルギーで相手を刺し突く「ユニコーンスパイク」。
レジェンドキングデュアル
トレーラーをベースにキャノン、ショベルが合体した姿。また、このロボにはフォームが存在する。さらにそのフォームのマシンが胴体になる。(トリニティ、マリンも同様。)
ドラコンフォーム
胴体にキャノン、右腕にショベルが合体した状態。武器はドラコンカリバーだが、最初からフィニッシュモードを使用する。必殺技は龍と玄武のエネルギーで切り裂く「デュアルドラコンスラッシュ」。
タートルフォーム
胴体にショベル、左腕にキャノンが合体した姿。武器はタートル同様タートルアックスを使用する。必殺技は龍と玄武のエネルギーで叩き斬る「デュアルタートルチョップ」。
レジェンドキングトリニティ
トレーラー、キャノン、ショベル、レーサーが合体した姿。最初は公孫が合体させようとしたが三人と共鳴できていなかったため失敗したが、劉備のお人好しな性格が良い意味で災いしたため、合体に成功した。また、公孫脱落前までは公孫がマシンを召喚していないと使用できないので前述のデュアルに頼らねばならなかった。
ドラコンフォーム
胴体にキャノン、右腕にショベル、左腕にレーサーが合体した姿。必殺技はシザースを下、アックスを真ん中、カリバー・フィニッシュモードを上に連結させて「トリニティカリバー・ドラコンモード」にし、龍と玄武と一角獣のエネルギーで相手を斬る「トリニティドラコンスラッシュ」。
タートルフォーム
胴体にショベル、右腕にキャノン、左腕にレーサーが合体した姿。必殺技はシザースを下、アックスを真ん中、カリバーをアックスの刃先手前に連結させ「トリニティカリバー・タートルモード」にし龍と玄武と一角獣のエネルギーで叩き斬る「トリニティタートルチョップ」
ユニコーンフォーム
胴体にレーサー、右腕にタートル、左腕にショベルが合体した状態。必殺技はトリニティカリバー・タートルモードの刃先にシザースを連結させ「トリニティカリバー・ユニコーンモード」にし龍と玄武と一角獣のエネルギーで刺し突く「トリニティユニコーンスパイク」。
レジェンドキングオウル
タンクとオウルが合体した姿。武器は合体時に自動で取り外されたレーザー銃。「オウルレーザー」。顔がバイザーになっていて、正確的な射撃攻撃が得意。必殺技はオウルレーザーからフクロウのエネルギー弾を放つ「オウルエクスプロージョン」。
レジェンドキングライオン
トレインとランチャーが合体した姿。武器はミサイルランチャーの「ライオンランチャー」。銃口からマシン時同様「ライオンミサイル」が放てる。必殺技はライオンのエネルギー弾を放つ「ライオンストライク」。
レジェンドキングマジェスティ
トリニティをベースにレーザーとランチャーを下駄にウイングが胴体に合体した姿。圧倒的な戦闘力を誇りヘアヴェニージェネラルとも互角以上に戦えるが、5体もの小型マシンと合体しているため英雄心の消耗が非常に激しく、長時間合体を維持できない。(後に克服)。
必殺技は5体のマシンの武器を連結させて大剣、「マジェスティカリバー」にし、5匹の動物のエネルギーで切りつける「マジェスティスラッシュ」。

## 音楽
オープニング曲
- "Fight"
  - 作詞:  / 作曲:  / 歌:コ・ギハン

エンディング曲
- "Yes, I'm Ready To Fight!"
  - 作詞:  / 作曲:  / 歌:コ・ギハン

## 放送日程
| 放送日        | 話数 | サブタイトル                       |
| ------------- | ---- | ---------------------------------- |
| 2016年 3月2日 | 1    | 誕生！ レジェンドヒーロー          |
| 3月3日        | 2    | 君臣一体！ 劉備と関羽              |
| 3月9日        | 3    | 天下無敵の張飛牌                   |
| 3月10日       | 4    | 武将の夢、桃園の誓い               |
| 3月16日       | 5    | 真の後継者                         |
| 3月17日       | 6    | 本当の夢を見つけよう               |
| 3月23日       | 7    | 以心伝心、魂のロッカーたち         |
| 3月24日       | 8    | トランス音楽バトル                 |
| 3月30日       | 9    | クマファミリーの野心               |
| 3月31日       | 10   | 最強のヒーロー、呂布               |
| 4月6日        | 11   | クマファミリーの逆襲               |
| 4月7日        | 12   | 誕生！赤い光のヒーロー             |
| 4月13日       | 13   | 希望のドリームバトル               |
| 4月14日       | 14   | コウモリの選択                     |
| 4月20日       | 15   | 羽根の催眠術師、張魯（上）         |
| 4月21日       | 16   | 羽根の催眠術師、張魯（下）         |
| 4月27日       | 17   | 江東の虎、孫策                     |
| 4月28日       | 18   | 龍虎対決！桃園館対江東館           |
| 5月4日        | 19   | ボディーガード・テンペスト         |
| 5月5日        | 20   | 無限疾走、蝶の夢                   |
| 5月11日       | 21   | レインボーイベント                 |
| 5月12日       | 22   | 神仙が必要                         |
| 5月18日       | 23   | 名探偵劉備                         |
| 5月19日       | 24   | 爆竹は思い出に乗って               |
| 5月25日       | 25   | 復讐の化身、董卓                   |
| 5月26日       | 26   | 三顧の礼、諸葛亮を得よ             |
| 6月1日        | 27   | 夢に描いた兄                       |
| 6月2日        | 28   | 天下無双諸葛亮                     |
| 6月8日        | 29   | 江東のスパイ                       |
| 6月9日        | 30   | 帰ってきた蝶                       |
| 6月15日       | 31   | 蝶、飛び立つ                       |
| 6月16日       | 32   | 願いを聞いてください               |
| 6月22日       | 33   | 噴出！スカンクの愛                 |
| 6月23日       | 34   | 飛龍拳の危機                       |
| 6月29日       | 35   | 玉璽降臨！最後の勝者               |
| 6月30日       | 36   | ファンタスティック・ドリームバトル |
| 7月6日        | 37   | 天下無敵の子供君主（上）           |
| 7月7日        | 38   | 天下無敵の子供君主（下）           |
| 7月13日       | 39   | 終結！ドリームバトル               |
| 7月14日       | 40   | 止められない君臣の情               |
| 7月20日       | 41   | 最強の黒君主                       |
| 7月21日       | 42   | 黄金牌の所有者                     |
| 7月27日       | 43   | 曹操の選択                         |
| 7月28日       | 44   | 逆襲！新しい黒君主                 |
| 8月3日        | 45   | 咆哮せよ、江東の虎                 |
| 8月4日        | 46   | 予測不可能、江東の虎               |
| 8月10日       | 47   | レッドクリフ                       |
| 8月11日       | 48   | 大君主降臨                         |
| 8月17日       | 49   | 出師表                             |
| 8月18日       | 50   | 決戦！レジェンドヒーローズ         |